# Listă de plante medicinale - J

A - Ă - Â - B - C - D - E - F - G - H - I - Î - J - K - L - M - N - O - P - Q - R - S - Ș - T - Ț - U - V - X - Y - Z
| Plantă  | Denumire latină    | Proprietăți vindecătoare |
| ------- | ------------------ | ------------------------ |
| Jaleș   | Salvia officinalis |                          |
| Jneapăn | Pinus mugo         |                          |